# Сенури
Сенури (на корейски: 새누리당) или Либерална корейска партия (на корейски: 자유한국당) е дясноцентристка консервативна политическа партия в Южна Корея.
Тя е основана през 1963 година под името Демократическа републиканска партия от дългогодишния диктатор Пак Чон Хи. Партията неколкократно сменя името си, но управлява от основаването си до 1998 година и отново след 2008 година, когато нейният кандидат Ли Мьон Бак е избран за президент.
На парламентарните избори през 2012 година партията губи места, но запазва мнозинството си със 152 депутатски места, през декември нейният доскорошен лидер Пак Кън Хе е избрана за президент. През 2016 година остава втора с 38% от гласовете и 122 от 300 места в парламента.